# سونی پیکچرز
شرکت سرگرمی سونی پیکچرز (به انگلیسی: Sony Pictures Entertainment Inc) (که معمولاً به‌عنوان سونی پیکچرز یا SPE شناخته می‌شود) یک شرکت چندرسانه‌ای و سرگرمی چندملیتی آمریکایی است که هم توانایی تولید و هم پخش را دارد. این شرکت زیرمجموعه‌ای از سونی انترتیمنت که خود زیرمجموعهٔ غول فناوری یعنی گروه سونی کورپوریشن است. مقر این شرکت در استودیوهای سونی پیکچرز واقع در کالور سیتی کالیفرنیا است. همچنین این شرکت به‌عنوان یکی از پنج استودیوی بزرگ آمریکا فعالیت می‌کند. فروش آن در سال مالی ۲۰۲۰ (از آوریل ۲۰۲۰ تا مارس ۲۰۲۱) ۷٫۱۶ میلیارد دلار گزارش شده است.

## تاریخچه
در ۱ سپتامبر ۱۹۸۷، شرکت کوکاکولا اعلام کرد که قصد دارد دارایی های کلمبیا پیکچرز را که از سال ۱۹۸۲ در مالکیت آن بود، خارج کند. طبق این توافق، کوکاکولا، کلمبیا پیکچرز را به ترای‌استار پیکچرز که ۳۹٫۹ درصد آن از قبل متعلق به آن بود را می فروشد. ترای‌استار نام خود را به شرکت سرگرمی کلمبیا پیکچرز تغییر می دهد، درحالی که سهم کوکاکولا از آن ۴۹ درصد بود اما سهم خود ترای‌استار ۲۰ درصد.
در ۲۸ سپتامبر ۱۹۸۹، سونی قصد خرید تمام سهام کوکاکولا در کلمبیا را کرد. کوکاکولا با این که ارزش هر سهم آن تنها ۱۷ دلار می ارزید به ازای هر سهم ۲۷ دلار، کلمبیا پیکچرز را به سونی فروخت. روز بعد، سونی همچنین اعلام کرد که جهت خرید کلمبیا پیکچرز با سهام دار دیگر آن که شرکت سرگرمی گوبر-پیترز نام داشت برای ۲۰۰ میلیون دلار به توافق رسیده است. همهٔ این کار ها توسط نوریو اوگا که مدیرعامل وقت سونی بود انجام می شد.
در ۳۱ اکتبر ۱۹۸۹، سونی پیشنهاد خرید سهام هایی که مال یک شرکت دولتی را بود را داد و با خرید آن مالک ۹۹٫۳ درصد از شرکت سرگرمی کلمبیا شد. در ۸ نوامبر ۱۹۸۹، سونی با خرید شرکت سرگرمی گوبر-پیترز مالک کل کلمبیا پیکچرز شد و نامی جدید تحت عنوان Sony Columbia Acquisition Corporation برای کلمبیا پیکچرز ثبت کرد. خرید این شرکت توسط سونی ۴٫۹ میلیارد دلار هزینه داشت و توسط پنج بانک اصلی ژاپن یعنی میتسوی، توکیو، فوجی، میتسوبیشی و بانک صنعتی ژاپن حمایت مالی شد.  شرکت جدید ثبت شده در ۷ اوت ۱۹۹۱ به شرکت سرگرمی سونی پیکچرز تغییر نام داد.
سونی پس از آن با ادغام کلمبیا و ترای‌استار پیکچرز (که با نام گروه سینمایی کلمبیا ترای‌استار شناخته می شد) واحدهای زیادی را برای تولید توزیع فیلم ساخته بود، مانند ایجاد سونی پیکچرز کلاسیکس که برای ساخت فیلم های کم هزینه و هنری ساخته شده بود، یا احیای بخش تلویزیونی سابق کلمبیا که اسکرین جمز نام داشت. در ۸ آوریل ۲۰۰۵، استودیوی نامدار هالیوود که مترو گلدوین مایر نام داشت را از طریق شرکت مادرش یعنی ام‌جی‌ام هلدینگز خریداری کرد. 
اگرچه تا حدودی گیج کننده بود، اما بسیاری از حقوق استفاده برای فیلم های مترو گلدوین مایر توسط ترنر انترتینمنت به پایان رسیده بود و فقط تعدادی از فیلم های اوریون پیکچرز مانده بود. 
در سال ۲۰۱۱، شبکه کامپیوتری سونی پیکچرز مشکل پیدا پیدا کرد و تقریباً یک میلیون حساب کاربری مرتبط با وب سایت SonyPictures.com لو رفت. 
در ۱۸ نوامبر ۲۰۱۲، سونی پیکچرز اعلام کرد که با اکران اسکای‌فال، مرد عنکبوتی شگفت‌انگیز، خیابان جامپ شماره ۲۱، مردان سیاه‌پوش ۳، هتل ترانسیلوانیا، جهان زیرین: بیداری، عهد و رزیدنت ایول: قصاص ۴ میلیارد سود کرده است.  در ۲۱ نوامبر ۲۰۱۳، مایکل لینتون، مدیرعامل سونی پیکچرز و سونی انترتینمنت اعلام کرد که سونی پیکچرز قرار است تمرکزش را از روی فیلم بر روی سریال بگذارد.  همچنین در همان روز اعلام شد که دنباله های مرد عنکبوتی بیشتر خواهد بود،  هرچند در ۱۰ فوریه ۲۰۱۵، سونی پیکچرز سرانجام با استودیو مارول که متعلق به دیزنی است قرارداد امضا کرد تا مرد عنکبوتی با حضور در کاپیتان آمریکا: جنگ داخلی، پا به دنیای سینمایی مارول بگذارد و بعد از آن فیلم های اختصاصی اش مثل مرد عنکبوتی:بازشگت به خانه ساخته شود.  این قرارداد همچنین به سونی پیکچرز اجازه داد تا بتواند فیلم های مارول که مرد عنکبوتی شخصیت اصلی آن است را توزیع و به طور کامل زیر نظر داشته باشد.
در ۳ ژوئیه ۲۰۱۸، سونی به طور تصادفی فیلم خالیِ قاتل را به طور کامل در یوتیوب بارگذاری کرد. فیلم چند ساعت در یوتیوب ماند تا این که حذف شد. 
در آوریل ۲۰۲۱، سونی اولین قرارداد خود را با نتفلیکس امضا کرد، که به نتفلیکس اجازه می دهد تا فیلم های سونی را پس از اکران در سینما ها و نمایش خانگی، در سرویس خود پخش کند.  در همان ماه، این شرکت همچنین با شرکت والت دیزنی قرارداد چند ساله ای برای پخش فیلم هایش در دیزنی پلاس و هولو منعقد کرد. 

## برخی فیلم های معروف ساخته شده توسط سونی پیکچرز
- مرد عنکبوتی (فیلم)
- مرد عنکبوتی ۲
- مرد عنکبوتی ۳
- مرد عنکبوتی شگفت انگیز
- مرد عنکبوتی شگفت انگیز ۲
- سریال مرد عنکبوتی خارق العاده
- مرد عنکبوتی: بازگشت به خانه
- مرد عنکبوتی: به درون دنیای عنکبوتی
- مرد عنکبوتی: دور از خانه
- خیابان جامپ شماره ۲۱
- اسکای‌فال
- جهان زیرین: بیداری
- هتل ترانسیلوانیا
- هتل ترانسیلوانیا ۲
- هتل ترانسیلوانیا ۳
- مردان سیاه‌پوش
- مردان سیاه‌پوش ۲
- مردان سیاه‌پوش ۳
- رزیدنت ایول: زندگی پس از مرگ
- رزیدنت ایول: قصاص
- نفس نکش
- جومانجی: به جنگل خوش آمدید
- ونوم
- سیندرلا
- چپی (فیلم ۲۰۱۵)